# Систем фудбалских лига у Босни и Херцеговини
Систем фудбалских лига у Босни и Херцеговини је организован као низ повезаних лига фудбалских клубова у земљи. Највиши ниво је организован од Фудбалског савеза БиХ, други и трећи ниво од ентитетских савеза, а нижи нивои од стране кантоналних, подручних и општинских савеза. Лигашки систем лига 2020/2021 сезона

## Систем
| Ниво | Лиге/Дивизије | Лиге/Дивизије | Лиге/Дивизије | Лиге/Дивизије | Лиге/Дивизије | Лиге/Дивизије | Лиге/Дивизије |
| ---- | --- | --- | --- | --- | --- | --- | --- |
| 1    | Премијер лига Босне и Херцеговине 12 клубова | Премијер лига Босне и Херцеговине 12 клубова | Премијер лига Босне и Херцеговине 12 клубова | Премијер лига Босне и Херцеговине 12 клубова | Премијер лига Босне и Херцеговине 12 клубова | Премијер лига Босне и Херцеговине 12 клубова | Премијер лига Босне и Херцеговине 12 клубова |
| 2    | Прва лига Федерације Босне и Херцеговине 16 клубова | Прва лига Федерације Босне и Херцеговине 16 клубова | Прва лига Федерације Босне и Херцеговине 16 клубова | Прва лига Федерације Босне и Херцеговине 16 клубова | Прва лига Републике Српске 16 клубова | Прва лига Републике Српске 16 клубова | Прва лига Републике Српске 16 клубова |
| 3    | Друга лига ФБиХ - Сјевер 16 клубова | Друга лига ФБиХ - Центар 16 клубова | Друга лига ФБиХ - Југ 13 клубова | Друга лига ФБиХ - Запад (9 i 7) | Друга лига РС - Запад 14 клубова | Друга лига РС - Исток 16 клубова | |
| 4    | Федерација Босне и Херцеговине: Лига Сарајевског кантона(A i B) Прва лига Тузланског кантона Лига Зеничко-добојског кантона Лига Унско-санског кантона Лига Херцеговачко-неретванског кантона Међукантонална лига Херцегбосанскe и Западно-херцеговачкe жупаније Прва жупанијска лига Посавина Прва лига Средњо-босанског кантона Лига Босанско-подрињског кантона Република Српска: Регионална лига PC Центар Регионална лига PC Исток Регионална лига PC Југ Регионална лига PC Запад | Федерација Босне и Херцеговине: Лига Сарајевског кантона(A i B) Прва лига Тузланског кантона Лига Зеничко-добојског кантона Лига Унско-санског кантона Лига Херцеговачко-неретванског кантона Међукантонална лига Херцегбосанскe и Западно-херцеговачкe жупаније Прва жупанијска лига Посавина Прва лига Средњо-босанског кантона Лига Босанско-подрињског кантона Република Српска: Регионална лига PC Центар Регионална лига PC Исток Регионална лига PC Југ Регионална лига PC Запад | Федерација Босне и Херцеговине: Лига Сарајевског кантона(A i B) Прва лига Тузланског кантона Лига Зеничко-добојског кантона Лига Унско-санског кантона Лига Херцеговачко-неретванског кантона Међукантонална лига Херцегбосанскe и Западно-херцеговачкe жупаније Прва жупанијска лига Посавина Прва лига Средњо-босанског кантона Лига Босанско-подрињског кантона Република Српска: Регионална лига PC Центар Регионална лига PC Исток Регионална лига PC Југ Регионална лига PC Запад | Федерација Босне и Херцеговине: Лига Сарајевског кантона(A i B) Прва лига Тузланског кантона Лига Зеничко-добојског кантона Лига Унско-санског кантона Лига Херцеговачко-неретванског кантона Међукантонална лига Херцегбосанскe и Западно-херцеговачкe жупаније Прва жупанијска лига Посавина Прва лига Средњо-босанског кантона Лига Босанско-подрињског кантона Република Српска: Регионална лига PC Центар Регионална лига PC Исток Регионална лига PC Југ Регионална лига PC Запад | Федерација Босне и Херцеговине: Лига Сарајевског кантона(A i B) Прва лига Тузланског кантона Лига Зеничко-добојског кантона Лига Унско-санског кантона Лига Херцеговачко-неретванског кантона Међукантонална лига Херцегбосанскe и Западно-херцеговачкe жупаније Прва жупанијска лига Посавина Прва лига Средњо-босанског кантона Лига Босанско-подрињског кантона Република Српска: Регионална лига PC Центар Регионална лига PC Исток Регионална лига PC Југ Регионална лига PC Запад | Федерација Босне и Херцеговине: Лига Сарајевског кантона(A i B) Прва лига Тузланског кантона Лига Зеничко-добојског кантона Лига Унско-санског кантона Лига Херцеговачко-неретванског кантона Међукантонална лига Херцегбосанскe и Западно-херцеговачкe жупаније Прва жупанијска лига Посавина Прва лига Средњо-босанског кантона Лига Босанско-подрињског кантона Република Српска: Регионална лига PC Центар Регионална лига PC Исток Регионална лига PC Југ Регионална лига PC Запад | Федерација Босне и Херцеговине: Лига Сарајевског кантона(A i B) Прва лига Тузланског кантона Лига Зеничко-добојског кантона Лига Унско-санског кантона Лига Херцеговачко-неретванског кантона Међукантонална лига Херцегбосанскe и Западно-херцеговачкe жупаније Прва жупанијска лига Посавина Прва лига Средњо-босанског кантона Лига Босанско-подрињског кантона Република Српска: Регионална лига PC Центар Регионална лига PC Исток Регионална лига PC Југ Регионална лига PC Запад |
| 5    | Федерација Босне и Херцеговине: Друга лига Тузланског кантона - Запад Друга лига Тузланског кантона - Сјевер Друга лига Тузланског кантона - Југ Друга лига Средњо-босанског кантона Друга жупанијска лига Посавина Република Српска: Подручна лига-Посавина Подручна лига-Семберија Подручна лига-Бања Лука Подручна лига-Бирач Подручна лига Добој(исток и запад) Подручна лига Градишка Подручна лига Приједор                                                                       | Федерација Босне и Херцеговине: Друга лига Тузланског кантона - Запад Друга лига Тузланског кантона - Сјевер Друга лига Тузланског кантона - Југ Друга лига Средњо-босанског кантона Друга жупанијска лига Посавина Република Српска: Подручна лига-Посавина Подручна лига-Семберија Подручна лига-Бања Лука Подручна лига-Бирач Подручна лига Добој(исток и запад) Подручна лига Градишка Подручна лига Приједор                                                                       | Федерација Босне и Херцеговине: Друга лига Тузланског кантона - Запад Друга лига Тузланског кантона - Сјевер Друга лига Тузланског кантона - Југ Друга лига Средњо-босанског кантона Друга жупанијска лига Посавина Република Српска: Подручна лига-Посавина Подручна лига-Семберија Подручна лига-Бања Лука Подручна лига-Бирач Подручна лига Добој(исток и запад) Подручна лига Градишка Подручна лига Приједор                                                                       | Федерација Босне и Херцеговине: Друга лига Тузланског кантона - Запад Друга лига Тузланског кантона - Сјевер Друга лига Тузланског кантона - Југ Друга лига Средњо-босанског кантона Друга жупанијска лига Посавина Република Српска: Подручна лига-Посавина Подручна лига-Семберија Подручна лига-Бања Лука Подручна лига-Бирач Подручна лига Добој(исток и запад) Подручна лига Градишка Подручна лига Приједор                                                                       | Федерација Босне и Херцеговине: Друга лига Тузланског кантона - Запад Друга лига Тузланског кантона - Сјевер Друга лига Тузланског кантона - Југ Друга лига Средњо-босанског кантона Друга жупанијска лига Посавина Република Српска: Подручна лига-Посавина Подручна лига-Семберија Подручна лига-Бања Лука Подручна лига-Бирач Подручна лига Добој(исток и запад) Подручна лига Градишка Подручна лига Приједор                                                                       | Федерација Босне и Херцеговине: Друга лига Тузланског кантона - Запад Друга лига Тузланског кантона - Сјевер Друга лига Тузланског кантона - Југ Друга лига Средњо-босанског кантона Друга жупанијска лига Посавина Република Српска: Подручна лига-Посавина Подручна лига-Семберија Подручна лига-Бања Лука Подручна лига-Бирач Подручна лига Добој(исток и запад) Подручна лига Градишка Подручна лига Приједор                                                                       | Федерација Босне и Херцеговине: Друга лига Тузланског кантона - Запад Друга лига Тузланског кантона - Сјевер Друга лига Тузланског кантона - Југ Друга лига Средњо-босанског кантона Друга жупанијска лига Посавина Република Српска: Подручна лига-Посавина Подручна лига-Семберија Подручна лига-Бања Лука Подручна лига-Бирач Подручна лига Добој(исток и запад) Подручна лига Градишка Подручна лига Приједор                                                                       |
| 6    | Федерација Босне и Херцеговине: Трећа лига Тузланског кантона-Запад Трећа лига Тузланског кантона-Сјевер Трећа лига Тузланског кантона-Исток Трећа лига Тузланског кантона-Југ Република Српска: Oпштинска лига Градишка Oпштинска лига Лакташи-Србац-Прњавор Прва општинска лига Бијељина (исток и запад) Прва лига Брчко Дистрикта | Федерација Босне и Херцеговине: Трећа лига Тузланског кантона-Запад Трећа лига Тузланског кантона-Сјевер Трећа лига Тузланског кантона-Исток Трећа лига Тузланског кантона-Југ Република Српска: Oпштинска лига Градишка Oпштинска лига Лакташи-Србац-Прњавор Прва општинска лига Бијељина (исток и запад) Прва лига Брчко Дистрикта | Федерација Босне и Херцеговине: Трећа лига Тузланског кантона-Запад Трећа лига Тузланског кантона-Сјевер Трећа лига Тузланског кантона-Исток Трећа лига Тузланског кантона-Југ Република Српска: Oпштинска лига Градишка Oпштинска лига Лакташи-Србац-Прњавор Прва општинска лига Бијељина (исток и запад) Прва лига Брчко Дистрикта | Федерација Босне и Херцеговине: Трећа лига Тузланског кантона-Запад Трећа лига Тузланског кантона-Сјевер Трећа лига Тузланског кантона-Исток Трећа лига Тузланског кантона-Југ Република Српска: Oпштинска лига Градишка Oпштинска лига Лакташи-Србац-Прњавор Прва општинска лига Бијељина (исток и запад) Прва лига Брчко Дистрикта | Федерација Босне и Херцеговине: Трећа лига Тузланског кантона-Запад Трећа лига Тузланског кантона-Сјевер Трећа лига Тузланског кантона-Исток Трећа лига Тузланског кантона-Југ Република Српска: Oпштинска лига Градишка Oпштинска лига Лакташи-Србац-Прњавор Прва општинска лига Бијељина (исток и запад) Прва лига Брчко Дистрикта | Федерација Босне и Херцеговине: Трећа лига Тузланског кантона-Запад Трећа лига Тузланског кантона-Сјевер Трећа лига Тузланског кантона-Исток Трећа лига Тузланског кантона-Југ Република Српска: Oпштинска лига Градишка Oпштинска лига Лакташи-Србац-Прњавор Прва општинска лига Бијељина (исток и запад) Прва лига Брчко Дистрикта | Федерација Босне и Херцеговине: Трећа лига Тузланског кантона-Запад Трећа лига Тузланског кантона-Сјевер Трећа лига Тузланског кантона-Исток Трећа лига Тузланског кантона-Југ Република Српска: Oпштинска лига Градишка Oпштинска лига Лакташи-Србац-Прњавор Прва општинска лига Бијељина (исток и запад) Прва лига Брчко Дистрикта |
| 7    | Република Српска Друга општинска лига Бијељина(исток и запад) | Република Српска Друга општинска лига Бијељина(исток и запад) | Република Српска Друга општинска лига Бијељина(исток и запад) | Република Српска Друга општинска лига Бијељина(исток и запад) | Република Српска Друга општинска лига Бијељина(исток и запад) | Република Српска Друга општинска лига Бијељина(исток и запад) | Република Српска Друга општинска лига Бијељина(исток и запад) |